# Circuit de Mireval
Le Circuit de Mireval, créé sous le nom de Circuit de Carland également orthographié Circuit de Karland, est un circuit automobile et motocycliste ouvert en 1974, situé dans le massif de la Gardiole près de Mireval.
En 1984, la société Goodyear rachète le circuit pour en faire un centre d'essais pneumatiques.

## Historique
Jean-Pierre Beltoise est le concepteur du tracé homologué pour la Formule 1 à ses origines. Le circuit devait, dans la genèse du projet, concurrencer le Circuit Paul Ricard au Castellet pour accueillir le Grand Prix de France de Formule 1.